# Бітюков Прокопій Семенович
Бітюков Прокопій Семенович (1919 — 10.08.1944) — учасник Радянсько-німецької війни, командир відділення автоматників 241-го гвардійського стрілецького полку 75-ї Бахмацької двічі Червонозоряної ордена Суворова гвардійської стрілецької дивізії 30-го стрілецького корпусу 60-ї Армії Центрального фронту. Герой Радянського Союзу (17.10.1943), гвардії старшина.

## Біографія
Народився в 1919 році у с. Шапкуль Нижнетавдинського району Тюменської області. Працював у колгоспі.
В Червоній Армії з 1940 року, на фронті з 1943. У званні гвардії старшини командував відділенням автоматників 241-го гвардійського стрілецького полку 75-ї гвардійської стрілецької дивізії.
Брав участь у битві на Курській дузі, виявивши виключну мужність і хоробрість. Був поранений, після лікування повернувся до 241-го стрілецького полку.
Особливо відзначився при форсуванні ріки Дніпро на північ від Києва у вересні 1943 року, в боях при захваті і утриманні плацдарму в районі сіл Глібівка и Ясногородка (Вишгородський район Київської області) на правому березі Дніпра. В нагородному листі командир 241-го гвардійського стрілецького полку гвардії підполковник Бударін М.П. написав, що Бітюков у числі перших під сильним мінометно-кулеметним і артилерійським вогнем форсував Дніпро і сходу вступив у бій. Особисто знищив 15 солдатів і двох офіцерів противника. Після вибуття зі строю командира взводу, взяв командування на себе, після вибуття командира роти командував ротою. Відбив 8 контратак противника, був поранений (рос.).
Указом Президії Верховної Ради СРСР від 17 жовтня 1943 року за мужність і героїзм проявлені при форсуванні Дніпра і утриманні плацдарму гвардії старшині Бітюкову Прокопію Семеновичу присвоєне звання Героя Радянського Союзу .
Після лікування у госпіталі Бітюков П. С. був направлений в іншу дивізію, про присвоєння звання Героя, можливо, не знав. Воював сміливо і мужньо, був нагороджений орденом Слави і медаллю.
В бою 7 серпня 1944 року був тяжко поранений і 10 серпня помер у госпіталі.
Похований в братській могилі в м. Ходорів Львівської області.

## Нагороди
- медаль «Золота Зірка» №---- (17 жовтня 1943)
- Орден Леніна
- Орден Слави 3 ступеня
- Медаль

## Пам'ять
- В навчальному центрі Сухопутних військ України «Десна» встановлено бюст Героя.
- Ім'я Героя присвоєно школі в м. Тюмень, РФ.